# Copa Cataluña de fútbol 2022-23
La Copa Cataluña 2022-23 fue la 32.ª edición de la Copa Cataluña. La competición empezó el 6 de agosto de 2022 y finalizó el 15 de febrero de 2023. Fue jugada por equipos de Segunda División, Primera Federación, Segunda Federación, Tercera Federación y los campeones de grupo de Primera Catalana.

## Equipos participantes
Los equipos siguientes compitieron en la Copa Cataluña 2022-23.
| 5 equipos de la Primera Federación - Andorra - Badalona Futur - Barcelona Atletic - Cornellà - Gimnàstic de Tarragona | 6 equipos de la Segunda Federación - Badalona - Cerdanyola - Europa - Lleida - Prat - Terrassa | 11 equipos de la Tercera Federación - Castelldefels - Girona B - Grama - L'Hospitalet - Manresa - Olot - Peralada - San Cristóbal - Sant Andreu - Vilafranca - Vilassar de Mar 3 equipos de la Primera Catalana 2021-22 - Montañesa - Rapitenca - Tona |

## Torneo

### Primera ronda
- Exento: Andorra.[1]

| 6 de agosto de 2022, 18:00        | UE Tona | 0:4 (0:1) | Barcelona Atlètic                | Estadi Municipal de Tona, Tona |                             |
|                                   |         | Reporte   | Roberto 5', 87' · Demir 57', 58' | Árbitro(s): Jan Cobos Pujol    | Árbitro(s): Jan Cobos Pujol |
| Se clasificó el Barcelona Atlètic |         |           |                                  |                                |                             |

| 6 de agosto de 2022, 19:00  | UE Vilassar de Mar | 0:1 (0:0) | CF Peralada  | Estadi Municipal Camí del Mig, Mataró |                              |
|                             |                    | Reporte   | Abouhafs 87' | Árbitro(s): Pol Curiel Riera          | Árbitro(s): Pol Curiel Riera |
| Se clasificó el CF Peralada |                    |           |              |                                       |                              |

| 6 de agosto de 2022, 19:00 | UE Olot | –       | Cerdanyola del Vallès FC | Estadi Municipal d'Olot, Olot |  |
|                            |         | Reporte |                          |                               |  |
| Se clasificó la UE Olot    |         |         |                          |                               |  |

| 6 de agosto de 2022, 19:30             | FC Vilafranca | 0:2 (0:2) | Gimnàstic de Tarragona            | Estadi de la ZEM de Vilafranca del Penedès, Villafranca del Panadés |                                            |
|                                        |               | Reporte   | Pablo Fernández 13' · Bonilla 18' | Árbitro(s): Miguel Ángel Moreno Villaecija                          | Árbitro(s): Miguel Ángel Moreno Villaecija |
| Se clasificó el Gimnàstic de Tarragona |               |           |                                   |                                                                     |                                            |

| 6 de agosto de 2022, 19:30       | UE Castelldefels | 3:0     | Lleida Esportiu | Camp Municipal d'Els Canyars, Castelldefels |                              |
|                                  |                  | Reporte |                 | Árbitro(s): Josep Ollé Lladó                | Árbitro(s): Josep Ollé Lladó |
| Se clasificó el UE Castelldefels |                  |         |                 |                                             |                              |

| 6 de agosto de 2022, 20:00 | CE L'Hospitalet | 1:2 (0:1) | AE Prat                      | Estadi Municipal de Futbol de L'Hospitalet, Hospitalet de Llobregat |  |
|                            | Sehou Sarr 72'  | Reporte   | Pau Salvans 11' · Molina 79' |                                                                     |  |
| Se clasificó la AE Prat    |                 |           |                              |                                                                     |  |

| 7 de agosto de 2022, 19:00        | FE Grama      | 1:2 (0:2) | CF Badalona Futur                    | Camp de Futbol Municipal Baró de Viver, Barcelona |                                     |
|                                   | Montalban 85' | Reporte   | Albert Torras 19' · Toni Larrosa 37' | Árbitro(s): Mohamed Elkasmy Elkasmi               | Árbitro(s): Mohamed Elkasmy Elkasmi |
| Se clasificó el CF Badalona Futur |               |           |                                      |                                                   |                                     |

| 7 de agosto de 2022, 19:00  | Girona FC B | 0:1 (0:0) | CF Badalona    | Camp de Futbol Municipal de Vilablareix, Vilablareix |                             |
|                             |             | Reporte   | Álex Cobos 81' | Árbitro(s): Gerard Rius Riu                          | Árbitro(s): Gerard Rius Riu |
| Se clasificó el CF Badalona |             |           |                |                                                      |                             |

| 10 de agosto de 2022, 19:30    | UE Rapitenca | 0:3 (0:2) | UE Sant Andreu                                    | Estadi Municipal La Devesa, San Carlos de la Rápita |                                    |
|                                |              | Reporte   | Sergio Castillo 18' · Sergi Arranz 38' · Josu 71' | Árbitro(s): Xavier Alins Rodríguez                  | Árbitro(s): Xavier Alins Rodríguez |
| Se clasificó la UE Sant Andreu |              |           |                                                   |                                                     |                                    |

| 7 de agosto de 2022, 20:15 | CF Montañesa | 0:2 (0:0) | CE Europa                    | Camp de Futbol Municipal Nou Barris, Barcelona |                                       |
|                            |              |           | Alberto 52' · Adrià Gené 75' | Árbitro(s): Marcos Fernández Quintero          | Árbitro(s): Marcos Fernández Quintero |
| Se clasificó el CE Europa  |              |           |                              |                                                |                                       |

| 10 de agosto de 2022, 20:00 | CE Manresa | 0:3 (0:1) | UE Cornellà                            | Estadi ZEM del Congost, Manresa     |                                     |
|                             |            | Reporte   | Gil Muntadas 44', 66' · Pedro Soma 78' | Árbitro(s): Alejandro Aguayo Prieto | Árbitro(s): Alejandro Aguayo Prieto |

| 10 de agosto de 2022, 20:00      | CP San Cristóbal | 0:0 (t. s.)(0:0 t. s.)(3:2 p.) | Terrassa FC | Camp de Futbol Municipal Ca N'Anglada, Tarrasa |                                |
|                                  |                  | Reporte                        |             | Árbitro(s): Enric Bureu Méndez                 | Árbitro(s): Enric Bureu Méndez |
| Se clasificó el CP San Cristóbal |                  |                                |             |                                                |                                |

### Octavos de final
- Exento: Andorra.[1]

| 13 de agosto de 2022, 19:30            | UE Castelldefels | 0:1 (0:0) | Gimnàstic de Tarragona | Camp Municipal d'Els Canyars, Castelldefels |                                            |
|                                        |                  | Reporte   | Pablo Fernández 16'    | Árbitro(s): José Antonio Fernández Morillo  | Árbitro(s): José Antonio Fernández Morillo |
| Se clasificó el Gimnàstic de Tarragona |                  |           |                        |                                             |                                            |

| 13 de agosto de 2022, 19:00       | CF Peralada | 0:0 (t. s.)(0:0 t. s.)(2:4 p.) | CF Badalona Futur | Camp de Futbol Municipal de Peralada, Peralada |                              |
|                                   |             | Reporte                        |                   | Árbitro(s): Bernat Mas López                   | Árbitro(s): Bernat Mas López |
| Se clasificó el CF Badalona Futur |             |                                |                   |                                                |                              |

| 14 de agosto de 2022, 19:00       | CF Badalona | 0:2 (0:1) | Barcelona Atlètic | Estadi Municipal de Badalona, Badalona |                                 |
|                                   |             | Reporte   | Estanis 7', 58'   | Árbitro(s): Rubén Mancera Antón        | Árbitro(s): Rubén Mancera Antón |
| Se clasificó el Barcelona Atlètic |             |           |                   |                                        |                                 |

| 13 de agosto de 2022, 19:00 | UE Olot           | 1:0 (0:0) | CE Europa | Estadi Municipal d'Olot, Olot          |                                        |
|                             | Ernest Forgàs 52' | Reporte   |           | Árbitro(s): Víctor Manuel Sánchez Rico | Árbitro(s): Víctor Manuel Sánchez Rico |
| Se clasificó la UE Olot     |                   |           |           |                                        |                                        |

| 14 de agosto de 2022, 20:00      | CP San Cristóbal | 1:1 (1:0) (t. s.)(1:1 t. s.)(4:3 p.) | AE Prat           | Camp de Futbol Municipal Ca N'Anglada, Tarrasa |                                |
|                                  | Diawara 16'      | Reporte                              | Ramón Miramón 76' | Árbitro(s): Jordi Delgado Mora                 | Árbitro(s): Jordi Delgado Mora |
| Se clasificó el CP San Cristóbal |                  |                                      |                   |                                                |                                |

| 13 de agosto de 2022, 19:00 | UE Sant Andreu                 | 2:2 (0:2) (t. s.)(2:2 t. s.)(1:3 p.) | UE Cornellà                          | Camp Municipal Narcís Sala, Barcelona |                             |
|                             | Josu 86' · Sergi Domínguez 89' | Reporte                              | Sergi Baldrich 3' · Gil Muntadas 44' | Árbitro(s): Pau Serrat Susi           | Árbitro(s): Pau Serrat Susi |
| Se clasificó la UE Cornellà |                                |                                      |                                      |                                       |                             |

### Cuartos de final
- Exento: Andorra.[1]

| 21 de agosto de 2022, 19:00 | UE Olot           | 1:0 (1:0) | Gimnàstic de Tarragona | Estadi Municipal d'Olot, Olot    |                                  |
|                             | Ernest Forgàs 40' | Reporte   |                        | Árbitro(s): Xavier Ariño Jiménez | Árbitro(s): Xavier Ariño Jiménez |
| Se clasificó la UE Olot     |                   |           |                        |                                  |                                  |

| 21 de agosto de 2022, 19:30      | CP San Cristóbal | 1:0 (1:0) | Barcelona Atlètic | Camp de Futbol Municipal Ca N'Anglada, Tarrasa |                                      |
|                                  | Oscar Sierra 44' | Reporte   |                   | Árbitro(s): Jordi Serradelarca Serra           | Árbitro(s): Jordi Serradelarca Serra |
| Se clasificó el CP San Cristóbal |                  |           |                   |                                                |                                      |

| 20 de agosto de 2022, 20:00       | UE Cornellà       | 1:3 (0:3) | CF Badalona Futur                 | Nou Estadi Municipal de Cornellà, Cornellá de Llobregat |                                   |
|                                   | Alfred Planas 87' | Reporte   | Mateo 5' · Albert Torras 21', 44' | Árbitro(s): Antonio Ramírez Plaza                       | Árbitro(s): Antonio Ramírez Plaza |
| Se clasificó el CF Badalona Futur |                   |           |                                   |                                                         |                                   |

### Semifinales
| 16 de noviembre de 2022, 20:00    | CP San Cristóbal | 0:1 (0:1) | CF Badalona Futur | Camp de Futbol Municipal Ca N'Anglada, Tarrasa |             |
|                                   |                  | Reporte   | Andreu Guiu 29'   | Árbitro(s):                                    | Árbitro(s): |
| Se clasificó el CF Badalona Futur |                  |           |                   |                                                |             |

| 16 de noviembre de 2022, 19:15 | UE Olot | 0:1 (0:0) | FC Andorra      | Estadi Municipal d'Olot, Olot |  |
|                                |         | Reporte   | Sinan Bakış 81' |                               |  |
| Se clasificó el FC Andorra     |         |           |                 |                               |  |

### Final
| 13    | POR   | Raúl Lizoain    |     |
| 28    | DEF   | Marc Bombardó   | 73' |
| 4     | DEF   | Álex Pastor     |     |
| 32    | DEF   | Álex Valle      | 73' |
| 2     | DEF   | Adrià Altimira  |     |
| 7     | MED   | Hector Hevel    |     |
| 16    | MED   | Jandro Orellana |     |
| 14    | MED   | Sergio Molina   | 67' |
| 9     | DEL   | Jacobo          | 79' |
| 10    | DEL   | Carlos Martínez |     |
| 18    | DEL   | Mustapha Bundu  | 67' |
| D. T. | D. T. | Eder Sarabia    |     |

| 13    | POR   | Isaac Becerra       |     |
| 3     | DEF   | Dani Hernández      |     |
| 15    | DEF   | Facundo García      |     |
| 22    | DEF   | Xiker Ozerinjauregi | 65' |
| 21    | DEF   | Xavi Molina         |     |
| 7     | DEF   | Andreu Guiu         |     |
| 16    | MED   | Dani Merchán        | 76' |
| 6     | MED   | Juan Antonio Segura |     |
| 19    | MED   | Mateo Enríquez      |     |
| 8     | MED   | Fran Carbià         | 65' |
| 11    | DEL   | Álex Altube         | 76' |
| D. T. | D. T. | Oriol Alsina        |     |

| 22 | Centrocampista | Iván Gil         | 67' |
| 24 | Defensa        | Alex Petxarroman | 67' |
| 21 | Centrocampista | Rubén Bover      | 73' |
| 17 | Centrocampista | Germán Valera    | 73' |
| 12 | Delantero      | Sinan Bakış      | 79' |

| 20 | Centrocampista | Albert Torras   | 65' |
| 4  | Defensa        | Roger Barnils   | 65' |
| 17 | Centrocampista | Kaïss Mansouri  | 76' |
| 10 | Delantero      | Édgar Hernández | 76' |

| 90+2' | Sinan Bakış | 1:0 |

| 25' · 54' | Jandro Orellana Álex Pastor |

| 21' · 48' | Álex Altube Mateo Enríquez |

| Principal  | Oscar Sauleda Torrent |
| Asistentes | David Monge González  |
|            | Guillem Batlle Capa   |

|                    |   |   |
| Tiros              | - | - |
| Tiros a puerta     | - | - |
| Faltas             | - | - |
| Saques de esquina  | - | - |
| Penaltis           | - | - |
| Fueras de juego    | - | - |
| Posesión del balón | - | - |

| Alineación inicial |

| 13    | POR   | Raúl Lizoain    |     |
| 28    | DEF   | Marc Bombardó   | 73' |
| 4     | DEF   | Álex Pastor     |     |
| 32    | DEF   | Álex Valle      | 73' |
| 2     | DEF   | Adrià Altimira  |     |
| 7     | MED   | Hector Hevel    |     |
| 16    | MED   | Jandro Orellana |     |
| 14    | MED   | Sergio Molina   | 67' |
| 9     | DEL   | Jacobo          | 79' |
| 10    | DEL   | Carlos Martínez |     |
| 18    | DEL   | Mustapha Bundu  | 67' |
| D. T. | D. T. | Eder Sarabia    |     |

| 13    | POR   | Isaac Becerra       |     |
| 3     | DEF   | Dani Hernández      |     |
| 15    | DEF   | Facundo García      |     |
| 22    | DEF   | Xiker Ozerinjauregi | 65' |
| 21    | DEF   | Xavi Molina         |     |
| 7     | DEF   | Andreu Guiu         |     |
| 16    | MED   | Dani Merchán        | 76' |
| 6     | MED   | Juan Antonio Segura |     |
| 19    | MED   | Mateo Enríquez      |     |
| 8     | MED   | Fran Carbià         | 65' |
| 11    | DEL   | Álex Altube         | 76' |
| D. T. | D. T. | Oriol Alsina        |     |

| 22 | Centrocampista | Iván Gil         | 67' |
| 24 | Defensa        | Alex Petxarroman | 67' |
| 21 | Centrocampista | Rubén Bover      | 73' |
| 17 | Centrocampista | Germán Valera    | 73' |
| 12 | Delantero      | Sinan Bakış      | 79' |

| 20 | Centrocampista | Albert Torras   | 65' |
| 4  | Defensa        | Roger Barnils   | 65' |
| 17 | Centrocampista | Kaïss Mansouri  | 76' |
| 10 | Delantero      | Édgar Hernández | 76' |

| 90+2' | Sinan Bakış | 1:0 |

| 25' · 54' | Jandro Orellana Álex Pastor |

| 21' · 48' | Álex Altube Mateo Enríquez |

| Principal  | Oscar Sauleda Torrent |
| Asistentes | David Monge González  |
|            | Guillem Batlle Capa   |

|                    |   |   |
| Tiros              | - | - |
| Tiros a puerta     | - | - |
| Faltas             | - | - |
| Saques de esquina  | - | - |
| Penaltis           | - | - |
| Fueras de juego    | - | - |
| Posesión del balón | - | - |

| Alineación inicial |

| 13    | POR   | Raúl Lizoain    |     |
| 28    | DEF   | Marc Bombardó   | 73' |
| 4     | DEF   | Álex Pastor     |     |
| 32    | DEF   | Álex Valle      | 73' |
| 2     | DEF   | Adrià Altimira  |     |
| 7     | MED   | Hector Hevel    |     |
| 16    | MED   | Jandro Orellana |     |
| 14    | MED   | Sergio Molina   | 67' |
| 9     | DEL   | Jacobo          | 79' |
| 10    | DEL   | Carlos Martínez |     |
| 18    | DEL   | Mustapha Bundu  | 67' |
| D. T. | D. T. | Eder Sarabia    |     |

| 13    | POR   | Isaac Becerra       |     |
| 3     | DEF   | Dani Hernández      |     |
| 15    | DEF   | Facundo García      |     |
| 22    | DEF   | Xiker Ozerinjauregi | 65' |
| 21    | DEF   | Xavi Molina         |     |
| 7     | DEF   | Andreu Guiu         |     |
| 16    | MED   | Dani Merchán        | 76' |
| 6     | MED   | Juan Antonio Segura |     |
| 19    | MED   | Mateo Enríquez      |     |
| 8     | MED   | Fran Carbià         | 65' |
| 11    | DEL   | Álex Altube         | 76' |
| D. T. | D. T. | Oriol Alsina        |     |

| 22 | Centrocampista | Iván Gil         | 67' |
| 24 | Defensa        | Alex Petxarroman | 67' |
| 21 | Centrocampista | Rubén Bover      | 73' |
| 17 | Centrocampista | Germán Valera    | 73' |
| 12 | Delantero      | Sinan Bakış      | 79' |

| 20 | Centrocampista | Albert Torras   | 65' |
| 4  | Defensa        | Roger Barnils   | 65' |
| 17 | Centrocampista | Kaïss Mansouri  | 76' |
| 10 | Delantero      | Édgar Hernández | 76' |

| 90+2' | Sinan Bakış | 1:0 |

| 25' · 54' | Jandro Orellana Álex Pastor |

| 21' · 48' | Álex Altube Mateo Enríquez |

| Principal  | Oscar Sauleda Torrent |
| Asistentes | David Monge González  |
|            | Guillem Batlle Capa   |

|                    |   |   |
| Tiros              | - | - |
| Tiros a puerta     | - | - |
| Faltas             | - | - |
| Saques de esquina  | - | - |
| Penaltis           | - | - |
| Fueras de juego    | - | - |
| Posesión del balón | - | - |

| Alineación inicial |

| 13    | POR   | Raúl Lizoain    |     |
| 28    | DEF   | Marc Bombardó   | 73' |
| 4     | DEF   | Álex Pastor     |     |
| 32    | DEF   | Álex Valle      | 73' |
| 2     | DEF   | Adrià Altimira  |     |
| 7     | MED   | Hector Hevel    |     |
| 16    | MED   | Jandro Orellana |     |
| 14    | MED   | Sergio Molina   | 67' |
| 9     | DEL   | Jacobo          | 79' |
| 10    | DEL   | Carlos Martínez |     |
| 18    | DEL   | Mustapha Bundu  | 67' |
| D. T. | D. T. | Eder Sarabia    |     |

| 13    | POR   | Isaac Becerra       |     |
| 3     | DEF   | Dani Hernández      |     |
| 15    | DEF   | Facundo García      |     |
| 22    | DEF   | Xiker Ozerinjauregi | 65' |
| 21    | DEF   | Xavi Molina         |     |
| 7     | DEF   | Andreu Guiu         |     |
| 16    | MED   | Dani Merchán        | 76' |
| 6     | MED   | Juan Antonio Segura |     |
| 19    | MED   | Mateo Enríquez      |     |
| 8     | MED   | Fran Carbià         | 65' |
| 11    | DEL   | Álex Altube         | 76' |
| D. T. | D. T. | Oriol Alsina        |     |

| 22 | Centrocampista | Iván Gil         | 67' |
| 24 | Defensa        | Alex Petxarroman | 67' |
| 21 | Centrocampista | Rubén Bover      | 73' |
| 17 | Centrocampista | Germán Valera    | 73' |
| 12 | Delantero      | Sinan Bakış      | 79' |

| 20 | Centrocampista | Albert Torras   | 65' |
| 4  | Defensa        | Roger Barnils   | 65' |
| 17 | Centrocampista | Kaïss Mansouri  | 76' |
| 10 | Delantero      | Édgar Hernández | 76' |

| 90+2' | Sinan Bakış | 1:0 |

| 25' · 54' | Jandro Orellana Álex Pastor |

| 21' · 48' | Álex Altube Mateo Enríquez |

| Principal  | Oscar Sauleda Torrent |
| Asistentes | David Monge González  |
|            | Guillem Batlle Capa   |

|                    |   |   |
| Tiros              | - | - |
| Tiros a puerta     | - | - |
| Faltas             | - | - |
| Saques de esquina  | - | - |
| Penaltis           | - | - |
| Fueras de juego    | - | - |
| Posesión del balón | - | - |

| Alineación inicial |